# Cantó de Brou
El cantó de Brou és un cantó francès del departament d'Eure i Loir, situat al districte de Châteaudun. Té 11 municipis i el cap és Brou.

## Municipis
- Brou
- Bullou
- Dampierre-sous-Brou
- Dangeau
- Gohory
- Mézières-au-Perche
- Mottereau
- Saint-Avit-les-Guespières
- Unverre
- Vieuvicq
- Yèvres

## Història
| Data d'elecció                           | Identitat          | Partit                     | Qualitat |
| ---------------------------------------- | ------------------ | -------------------------- | -------- |
| 1945-196.                                | Émile Delavallée   | radical                    |          |
| 196.-1967                                | M. Humbert         | CD                         |          |
| 1967-1998                                | Jacques Delavallée | Divers gauche, després PRG |          |
| 1998-                                    | Dominique Dousset  | Divers gauche              |          |
| les dades anteriors no són pas conegudes |                    |                            |          |
|                                          |                    |                            |          |

## Demografia
| A partir de 1990: Població sense dobles comptes |